# Favor the Bold
"Favor the Bold" és el cinquè episodi de la sisena temporada de la sèrie de televisió de ciència-ficció estatunidenca Star Trek: Deep Space Nine, el 129è de tota la sèrie. Originalment es van emetre en redifusió a partir del 27 d'octubre de 1997. El guió fou escrit per Ira Steven Behr i Hans Beimler i fou dirigit per Winrich Kolbe. És el cinquè episodi de l’arc argumental inicial de sis episodis, que comença poc després dels esdeveniments d'A Time to Stand. Aquest episodi va tenir puntuacions Nielsen de 6,0 punts, cosa que equival a uns 5,9 milions d'espectadors.
Ambientada al segle XXIV, la sèrie segueix les aventures a Espai Profund 9, una estació espacial situada prop d'un forat de cuc estable entre els Quadrants Alfa i Gamma de la Via Làctia, prop del planeta Bajor, mentre els bajorans es recuperen d'una brutal ocupació de dècades pels imperialistes cardassians. El Quadrant Gamma acull un imperi hostil conegut com el Domini, governat pels Fundadors que canvien de forma. Durant l'arc argumental inicial de la sisena temporada, l'hostil Domini controla l'estació, i la seva tripulació habitual de la Flota Estel·lar lluita la Guerra del Domini en altres llocs.
Aquest episodi continua la narrativa de la Guerra del Domini que s'ha estès durant els primers episodis de la sisena temporada, durant els quals el Domini i els seus aliats cardassians han pres el control d'Espai Profund 9, i la Federació Unida de Planetes es prepara per intentar reconquerir-lo. "Favor the Bold" és la primera meitat d'un episodi de dues parts; La seva història conclou al següent episodi, "Sacrifice of Angels".

## Argument
El capità Benjamin Sisko decideix reconquerir Espai Profund 9 per reforçar la moral de la Federació, que està decaiguda. Planeja una gran força per fer-ho, però trigarà una mica a reunir-la. El general klíngon Martok i el seu primer oficial Worf són enviats per convèncer l'Alt Consell Klingon que enviï naus per unir-se a l'atac.
A Espai Profund 9, el tècnic ferengi Rom és condemnat a execució per intentar frustrar el pla del Domini de destruir el camp de mines que bloqueja el forat de cuc. El camp de mines és l'única cosa que impedeix que els reforços del Domini arribin des del Quadrant Gamma. La major Kira Nerys, l'oficial d'enllaç bajorana que lidera en secret la resistència contra l'ocupació del Domini, suplica clemència per a Rom a Weyoun, l'administrador del Domini de l'estació, però sense èxit. Kira persuadeix Tora Ziyal, la filla del comandant cardassià Dukat, perquè demani al seu pare que mostri clemència, però ell també s'hi resisteix, cosa que qüestiona la seva creença que el seu pare era un home de pau. El cap de seguretat Odo no ajuda; és seduït per una oferta de tornar amb la seva gent, els Fundadors del Domini canviants de forma, i ha perdut l'interès pels assumptes de l'estació.
L'oficial cardassià Corat Damar li diu al taverner Quark que el camp de mines serà eliminat en aproximadament una setmana. Quark transmet aquesta informació a la resistència de Kira, i el fill de Sisko Jake, que va romandre a l'estació quan el Domini en va prendre el control, aconsegueix enviar un missatge al seu pare alertant-lo de la destrucció imminent del camp de mines. Dukat intenta, a través de Damar, que la seva filla estigui al seu costat per al que sembla un èxit imminent, però l'intent porta a Kira a donar un cop de puny a Damar quan Ziyal s'hi nega. Sisko s'adona que ha de prendre l'estació ara, tot i que la seva flota no és ni de bon tros prou gran. Amb una flota formada per 600 naus, Sisko arriba a prop d'Espai Profund 9 enfrontant-se a una flota cardassiana-Domini de 1254 naus. Es gira cap al seu equip i diu: "Hi ha una vella dita: 'La fortuna afavoreix els audaços'. Suposo que ho descobrirem", mentre comença l'operació.

## Actors convidats
- Andrew Robinson - Elim Garak
- Jeffrey Combs - Weyoun
- Marc Alaimo - Gul Dukat
- Max Grodénchik - Rom
- Aron Eisenberg - Nog
- J. G. Hertzler - General Martok
- Melanie Smith - Tora Ziyal
- Casey Biggs - Damar
- Chase Masterson - Leeta
- Barry Jenner - Almirall Ross
- Salome Jens - Dona canviant

## Recepció
Aquest episodi es va emetre per primera vegada el 27 d'octubre de 1997. Va obtenir un índex d'audiència Nielsen de 6,0 punts, cosa que equival a uns 5,9 milions d'espectadors. Va ser el tercer episodi amb la qualificació més alta de la temporada.
io9 va ser classificat com a "Favor the Bold" quan es va combinar amb "Sacrifice of Angels", com la 88a millor presentació episòdica de Star Trek en una llista del 2014.
Una guia de marató de sèries del 2015 per a Star Trek: Deep Space Nine de Wired recomanava no saltar-se aquest episodi essencial.
El 2015, Geek.com va recomanar aquest episodi com a "imprescindible" per a la seva guia abreujada de marató de sèries de Star Trek: Deep Space Nine.
El 2016, The Washington Post va qualificar l'arc argumental de la Guerra del Domini com possiblement la "narrativa més rica" de l'univers Star Trek.
El 2018, SyFy recomana aquest episodi per la seva guia abreujada de visionat del personatge bajorà Kira Nerys. El recomanen com a part d'una seqüència de set episodis que inclouen "Call to Arms," "A Time to Stand," "Rocks and Shoals," "Sons and Daughters," "Behind the Lines," "Favor the Bold" i "Sacrifice of Angels"; això inclou el final de temporada de la temporada 5 i els primers sis episodis de la temporada 6 de la sèrie.
El 2018, CBR va qualificar "Favor the Bold" juntament amb "Sacrifice of Angels" (l'episodi següent) com el tercer millor arc argumental multiepisodi de tot Star Trek.